# Крумово (Ямболская область)
Крумово (болг. Крумово) — село в Болгарии. Находится в Ямболской области, входит в общину Тунджа. Население составляет 689 человек.

## Политическая ситуация
В местном кметстве Крумово, в состав которого входит Крумово, должность кмета (старосты) исполняет Йордан Енчев Николов (коалиция в составе 2 партий: Болгарская социалистическая партия (БСП), Болгарская социал-демократия (БСД)) по результатам выборов правления кметства.
Кмет (мэр) общины Тунджа — Георги Стоянов Георгиев (коалиция в составе 2 партий: Болгарская социалистическая партия (БСП), Болгарская социал-демократия (БСД)) по результатам выборов в правление общины.